# Parc national du cap Arid
Le parc national du cap Arid (en anglais : Cape Arid National Park) est un parc national australien situé à 120 kilomètres à l'est d'Esperance, en Australie-Occidentale. Il se trouve sur le littoral continental près de l'extrémité orientale de l'archipel de la Recherche.

## Géographie
La baie à son extrémité ouest est la baie du duc d'Orléans et la baie à l'est est la baie israélite ; au centre du parc se trouve la baie Tagon. Son littoral est défini par le cap Arid, d'après lequel il est nommé, une baie appelée Sandy Bight et, plus à l'est, le cap Pasley.

## Galerie

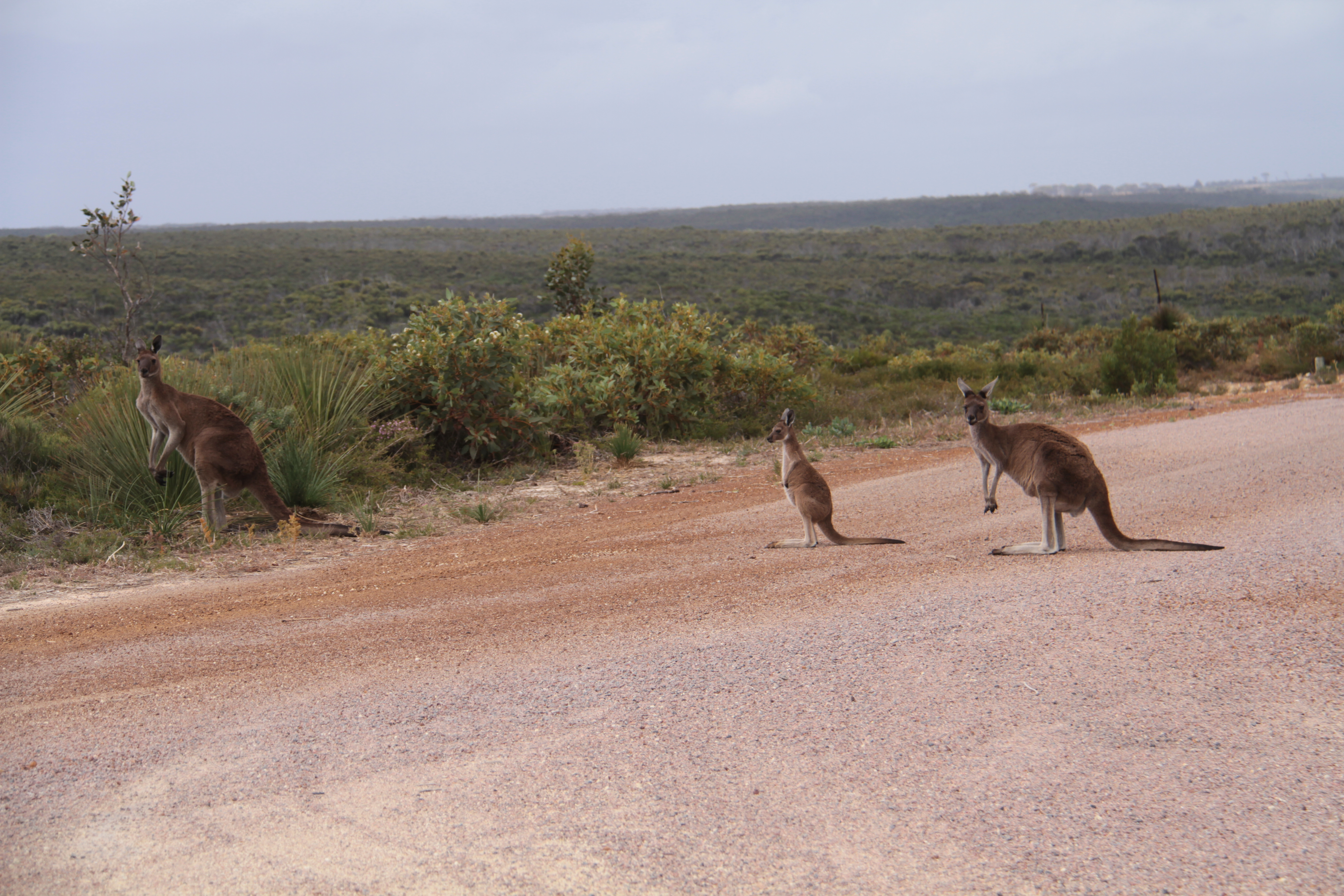
Kangourous dans le parc.
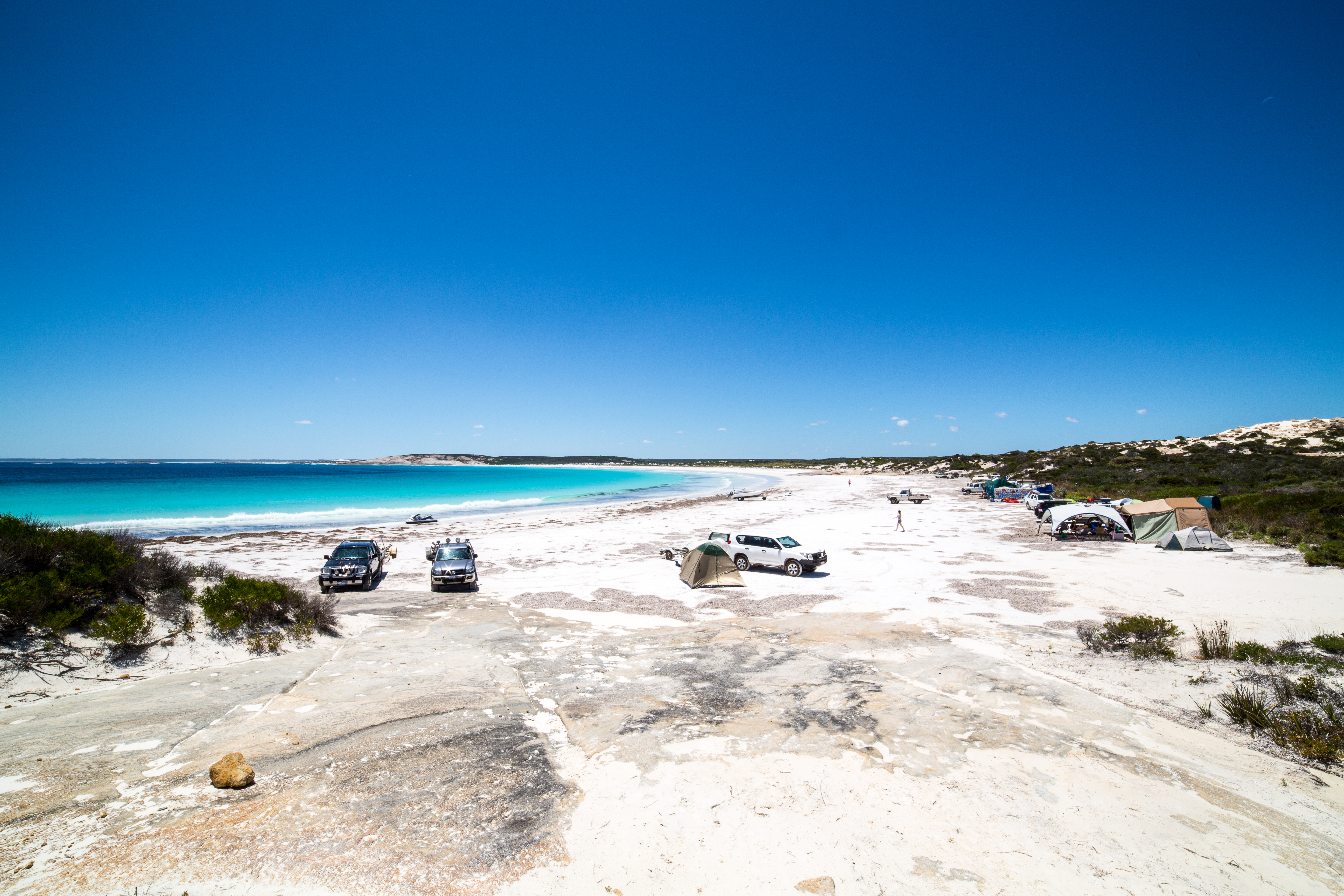
Visiteurs sur les plages.
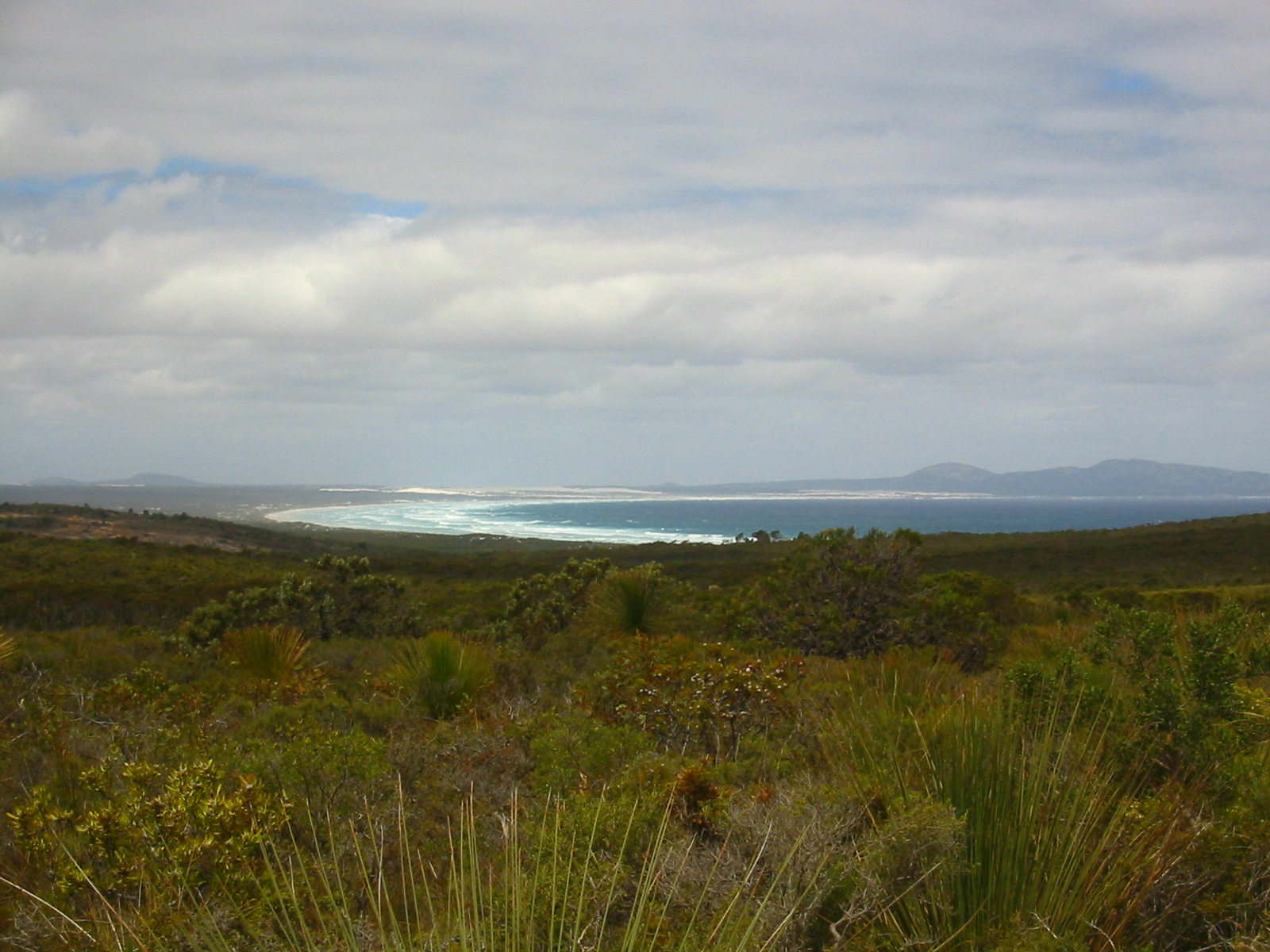
Baie Tagon.